# Ото I (Мерания)
Вижте пояснителната страница за други личности с името Ото I.
Ото I (на немски: Otto I; † 7 май 1234, Безансон) от Андекската династия, е от 1205 г. херцог на Мерания, като Ото II – пфалцграф на Бургундия (1211 – 1234) и маркграф на Истрия (1228 – 1230).

## Живот
Ото е най-възрастният син на Бертхолд IV фон Андекск († 1204), херцог на Мерания, и съпругата му Агнес фон Рохлиц от Ветин († 1195).
През 1205 г. той последва баща си като херцог на Мерания. На 21 юни 1208 г. в Бамберг той се жени за Беатрис II Бургундска (* 1191, † 7 май 1231), пфалцграфиня на Бургундия, втората дъщеря на пфалцграф Ото I (1170 – 1200) и съпругата му Маргарета от Блоа (1170 – 1230), пфалцграфиня на Бургундия. Тя е внучка на император Фридрих Барбароса. През 1211 г. Ото поема от тъщата си пфалцграфството Бургундия (като Ото II).
През 1228 г. той наследява от брат си Хайнрих († 18 юли 1228), който е осъден 1208 – 1211 г. за вероятно участие в убийството на немския крал Филип Швабски, останалите земи. От 1228 до 1230 г. той е маркграф на Истрия.
Беатрис II умира на 7 май 1231 г. и Ото се жени след това за София фон Анхалт († 23 ноември 1272 или † 1273/1274), дъщеря на княз Хайнрих I фон Анхалт (Аскани). Двамата нямат деца.
Ото I е погребан в манастир Лангхайм. Вдовицата му се омъжва отново за граф Зигфрид I фон Регенщайн († 12 март 1240/1246), и трети път за Ото Млади фон Хадмерслебен († пр. 1280).

## Деца
Ото и Беатрис имат шест деца:
- Ото II († 19 юни 1248), 1234 херцог на Мерания и пфалцграф (Ото III) на Бургундия. С Ото II фамилията измира.
- Агнес († между 1 ноември 1260 и 7 януари 1263)

∞ I 1229, разведена 1240, Фридрих II, херцог на Австрия († 15 юни 1246) (Бабенберги)
∞ II 1248/1256 Улрих III, 1256 херцог на Каринтия († 27 октомври 1269) (Спанхайми)
- Беатрис (* 1210; † 9 февруари 1271)

∞ Херман II граф на Орламюнде († 1247)
- Маргарета(† 18 октомври 1271)

∞ I пр. 25 септември 1232 маркграф Пршемисъл от Моравия († 16 октомври 1239)
∞ II 2 юни 1240 Фридрих фон Труендинген († 30 август 1274)
- Аделхайд († 8 март 1279), 1248 г. наследничка на пфалцграфство Бургундия

∞ I 1236 Хуго от Шалон, господар на Салинс, 1248 граф на Бургундия († сл. 12 ноември 1266) (Дом Шалон)
∞ II 11 юни 1267 Филип I, 1268 граф на Савоя, 1267/1279 граф на Бургундия († 16 август 1285) (Дом Савоя)
- Елизабет († 18 декември 1272)

∞ пр. 10 май 1251 Фридрих III фон Цолерн, бургграф на Нюрнберг († 12 авугуст 1297) (Хоенцолерн)